# バナナズ・フォスター

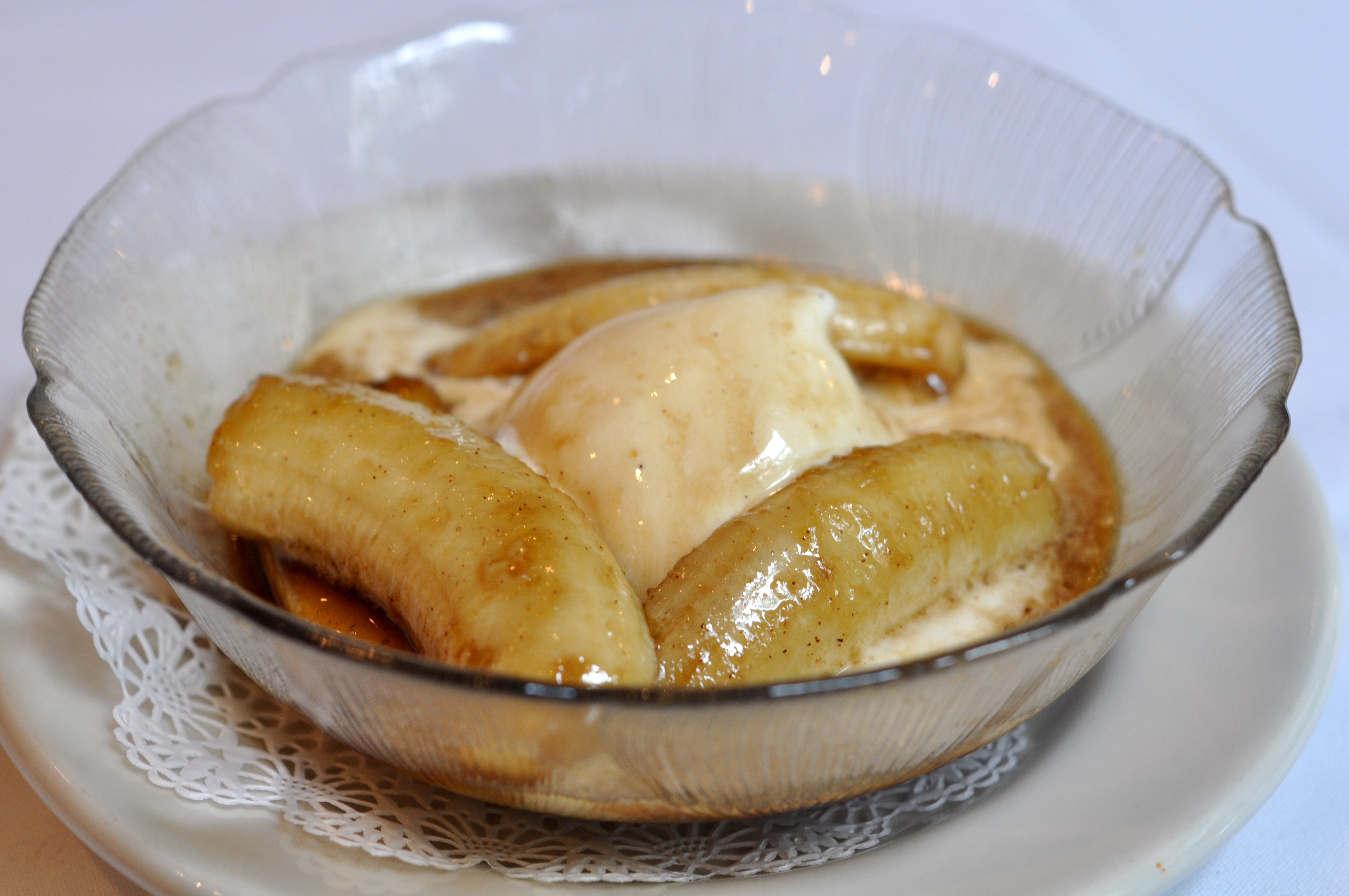
Brennan'sのバナナズ・フォスター

バナナズ・フォスター（英語: Bananas Foster）は、バナナを使ったニューオーリンズ（アメリカ合衆国ルイジアナ州）発祥のデザートである。

## 歴史
バナナズ・フォスターは、1951年に、ニューオーリンズのレストラン「Brennan's」の前身にあたる「Owen Brennan's Vieux Carré」でエラ・ブレナン（Ella Brennan、オーナーのオーウェンの姉妹）とシェフのポール・ブランジェ（Paul Blangé）によって考案された。この頃、ニューオーリンズは南アメリカからの輸入バナナの主要経由地であった。「バナナズ・フォスター」の名前は、同レストランのオーナーでニューオーリンズ犯罪委員会委員長を務めていたオーウェン・ブレナン（Owen Brennan）の同僚であり、友人でもあったリチャード・フォスター（Richard Foster）の姓をとって付けられた。

## 製法

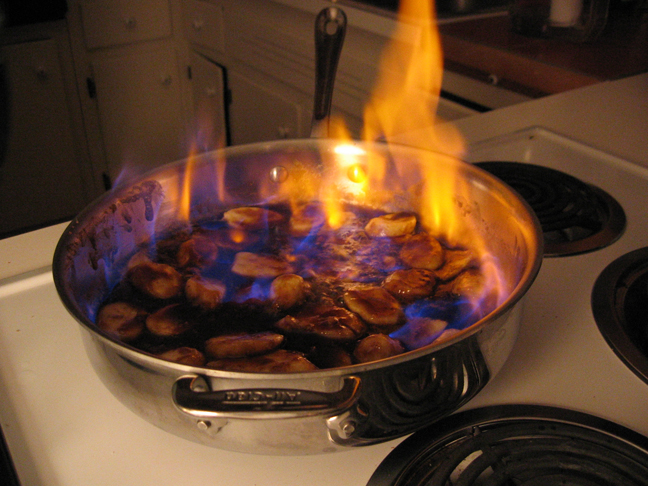
フランベ中の様子

熱したスキレットにバターとブラウンシュガーを入れて溶かし、バナナを加えて炒める。バナナが柔らかくなったらバナナリキュールとダークラムを加えてアルコールを飛ばしてから、バニラアイスクリームにバナナを載せ、フランベしたソースをかけて供する。フランベは、パフォーマンスとしてテーブルサイドで行われることが少なくない。シーズニングとして、シナモンやナツメグが加えられることもある。また、ホイップクリームや各種ナッツ（ペカン、クルミなど）をトッピングとして加える食べ方も人気がある。